# Dubphonic
Dubphonic  est un groupe de dub français, formé en 1999 à Paris.

## Membres
- Stéfane Goldman : guitare, soubassophone, programmation
- Sylvain Mosca : guitare, mélodica, programmation
- Alexis Mauri : réverbérations, production, programmation

## Discographie
- 2003 : Smoke Signals
- 2009 : Relight